# Stefan Rozental

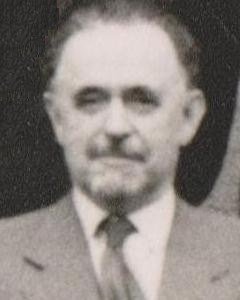
Stefan Rozental, 1963 in Kopenhagen

Stefan Rozental (* 13. August 1903 in Łódź, heute Polen; † 2. August 1994 in Kopenhagen) war ein Atomphysiker und langjähriger Assistent von Niels Bohr. Im Jahr 1934 hatte er den Namen Rozenthal, den er zwischen 1941 und 1963 in Rozental änderte.

## Leben
Rozental war während des Ersten Weltkrieges mit seiner Familie in Dänemark, wo er die Schule besuchte. 1919 kehrte er nach Polen zurück. Er wurde 1928 in Krakau promoviert und war von 1929 bis 1934 – mit Unterbrechungen – als Postdoc bei Werner Heisenberg in Leipzig. Von 1934 bis 1938 war Rozental als Dozent in Krakau. 1938 verließ er Polen und ging nach Kopenhagen zu Niels Bohr. Nach Hendrik Anthony Kramers (dieser ab 1916) und Léon Rosenfeld (dieser ab 1934) war er über fünfzehn Jahre Assistent von Niels Bohr. Rozental begleitete Bohr auf vielen Reisen und fungierte als dessen „rechte Hand“. Wie Bohr floh er im September 1943 vor der deutschen Judenverfolgung aus Dänemark und kehrte wie dieser nach dem Ende des Zweiten Weltkrieges, das er in Schweden erlebte, nach Kopenhagen zurück. 1952 bis 1957 war er Mitglied der CERN-Theoriegruppe – vor dem Beschluss das CERN in Genf anzusiedeln war sie in Kopenhagen – und führte deren Geschäfte, während Niels Bohr die formale Leitung hatte. 1957 bis 1972 war er Associate Professor an der NORDITA, die damals als Theorieinstitut der skandinavischen Staaten gegründet wurde, um die Zukunft des Niels Bohr Instituts zu sichern. 1966 bis 1972 war er Vizepräsident des IUPAP Exekutivkomitees.
Rozental war seit 1949 mit der deutschen Historikerin Hanna Kobylinski verheiratet, die 1933 aus Deutschland emigriert war und die 1943 mit ihm nach Schweden flüchtete.

## Schriften
- On the Theory of B-Decay (englisch) Taschenbuch – 1941, von Stefan Rozenthal (Autor).[2]
- On the theory of β-decay, Teil 1, Munksgaard, København 1941.
- On the theory of β-decay, Teil 2, Munksgaard,  København 1945.
- Niels Bohr: His Life and Work As Seen by His Friends and Colleagues, John Wiley & Sons, 1964.
- Schicksalsjahre mit Niels Bohr. Erinnerungen an den Begründer der modernen Atomtheorie. Aus dem Dänischen übersetzt von Klaus Stolzenburg. DVA, Stuttgart 1991, ISBN 3-421-06615-9.